# マヌエル・ケサダ
マヌエル・ケサダ（スペイン語: Manuel Quezada, 1977年10月13日 - ）は、アメリカ合衆国のプロボクサー、元キックボクサー。ボクシングではヘビー級で、キックボクシングではヘビー級とスーパーヘビー級の両方で戦った。

## IKFアマチュアヘビー級
1998年3月14日、カリフォルニア州ベーカーズフィールドにおいてIKFアマチュア国際ルールで第1ラウンドでジェイソン・ウィリアムソンにKO勝ちし、アメリカのアマチュアヘビー級タイトルを獲得した。しかし6月6日、ベーカーズフィールドで、ボイド・マーフィーに48–47、49–45、46–45で判定負けした。

## IKFアマチュアスーパーヘビー級
1998年9月12日、ベーカーズフィールドにおいてカーター・ウィリアムズにTKO勝ちし、カリフォルニア州スーパーヘビー級タイトルを獲得した。
2014年5月1日にカリフォルニア州カリフォルニア州リムーアで開催された「WCKムエタイ：美女と野獣」での4人トーナメントの準決勝で、トニー・ロペスに判定負けした。